# Вавжишув (Нижньосілезьке воєводство)
Вавжишув (пол. Wawrzyszów) — село в Польщі, у гміні Вйонзув Стшелінського повіту Нижньосілезького воєводства.
Населення — 155 осіб (2011).
У 1975-1998 роках село належало до Вроцлавського воєводства.

## Демографія
Демографічна структура станом на 31 березня 2011 року:
|          | Загалом | Допрацездатний вік | Працездатний вік | Постпрацездатний вік |
| -------- | ------- | ------------------ | ---------------- | -------------------- |
| Чоловіки | 79      | 20                 | 47               | 12                   |
| Жінки    | 76      | 13                 | 40               | 23                   |
| Разом    | 155     | 33                 | 87               | 35                   |